# 小行星7372
小行星7372（7372 Emimar）是一颗绕太阳运转的小行星，为主小行星带小行星。该小行星于1979年4月发现。

## 轨道参数
小行星7372的轨道半长轴为425 549 662 km（2.8445833 UA），离心率为0.037。